# Paderno del Grappa
Paderno del Grappa é Fração comunal de Pieve del Grappa. Fica localizada ao sopé do Monte Grappa na região do Vêneto, província de Treviso, com cerca de 2.200 habitantes.
Foi uma comuna autônoma até janeiro de 2019, quando se fundiu com o Crespano del Grappa originando Pieve del Grappa. No período anterior a fusão continha ainda a Fração Fietta.
Estende-se por uma área de 19 km², tendo uma densidade populacional de 112 hab/km².

## Demografia
| Variação demográfica do município entre 1861 e 2011<                              |
|                                                                                   |
| Fonte: Istituto Nazionale di Statistica (ISTAT) - Elaboração gráfica da Wikipedia |